# Schützenpfuhlbrücke
Die Schützenpfuhlbrücke in der mittelhessischen Stadt Marburg ist eine fünffeldrige Bogenbrücke aus Sandstein. Sie überquert in der Nähe des Südbahnhofs die Lahn. Sie hat eine Länge von knapp 95 m, eine Straßenbreite von 10,5 m für drei Fahrbahnspuren und einen Geh- und Radweg an der Unterstromseite mit jeweils 2,25 m Breite; an der nördlichen Oberstromseite besteht lediglich eine Randkappe von 0,75 m Breite.

## Vorgeschichte und Bau

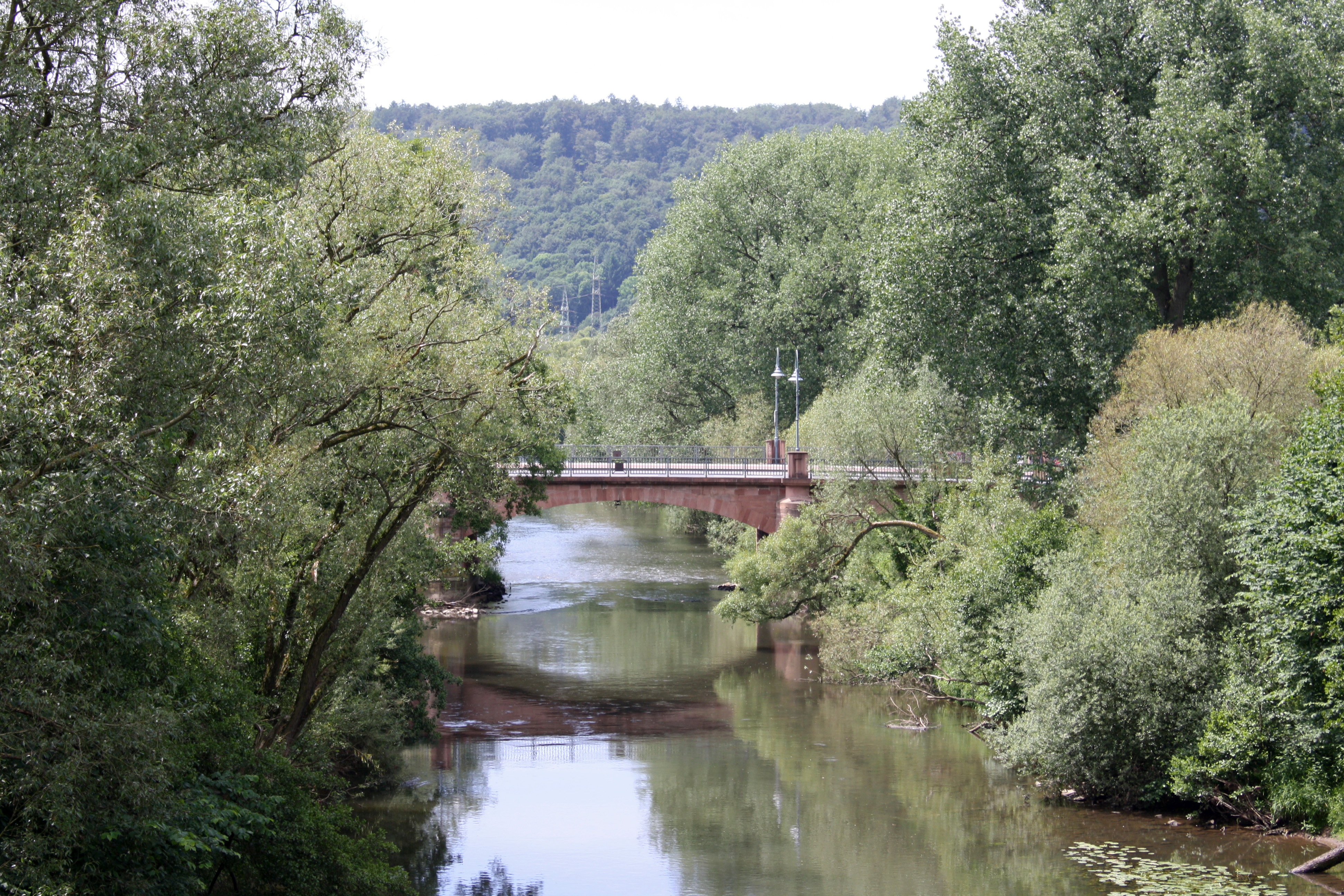
Die Brücke aus Norden

Bereits vor dem Bau der ersten Brücke wurde diese Stelle als Furt über die Lahn genutzt. Sie verband die Stadt Marburg mit ihrem Umland und führte in Richtung Cappel und Ebsdorfer Grund. Beim Schützenpfuhl (oder Schützenpfuhlteich) handelte es sich um einen Altarm der Lahn, der heute nicht mehr zu erkennen ist, da er vollständig verfüllt wurde. Er lag etwa im Bereich der heutigen Konrad-Adenauer-Brücke und der August-Rohde-Straße. Durch Hochwasser wurden Lage und Ausdehnung des Schützenpfuhls immer wieder verändert. Da zwischen der Weidenhäuser Brücke im Norden und der Nehbrücke bei Argenstein keine anderen Straßenbrücken vorhanden waren, wurden ab 1825 Forderungen nach einem Fußgängersteg laut. Erst 1878 wurde vom Landesdirektor der preußischen Provinz Hessen-Nassau die Erlaubnis erteilt, einen solchen Steg zu errichten, der vor jedem Winter ab- und im Frühjahr wieder aufgebaut werden sollte.
Ab 1881 versuchte der Landrat des damaligen Landkreises Marburg, Karl Schreiber, den Bau einer Brücke zu erreichen. 1884 schließlich wurde dem Wunsch stattgegeben und eine Baugenehmigung erteilt. Die Bauausführung erfolgte von März bis Dezember 1892. Die Sandsteinbrücke beruhte auf einem Entwurf des Stadtbaumeisters Louis Broeg und hatte eine Länge von rund 100 m bei einer Breite von 7,20 m. Fünf Jahre später wurde in unmittelbarer Nähe der Südbahnhof an der Main-Weser-Bahn errichtet, der gleichzeitig Start- und Zielpunkt der 1905 in Betrieb genommenen Marburger Kreisbahn war. Aufgrund der um die Jahrhundertwende einsetzenden raschen Bebauung des Südviertels verkehrte ab 1904 vom Hauptbahnhof zum Wilhelmsplatz die Straßenbahn Marburg, die 1912 bis zur Gisselberger Straße und 1936 auch über die Schützenpfuhlbrücke zum Südbahnhof verlängert wurde.
Aufgrund der Verlegung der Fernverkehrsstraße 3, die bisher über Frankfurter Straße, Pilgrimstein und Bahnhofstraße mitten durch die Stadt führte, sollte die Schützenpfuhlbrücke 1933 verbreitert werden. Eine 9 statt 5 m breite Fahrbahn mit zwei je 2,5 m breiten Fußgängerwegen sowie die Gewölbe, die völlig neu hergestellt werden mussten, ließen den Umbau quasi zum Neubau werden. Im November 1934 konnte die Brücke wieder dem Verkehr übergeben werden. Die Umgehungsstraße, die nun jenseits der Lahn verlief und in etwa dem heutigen Verlauf der B3a entspricht, endete kurz vor der Einmündung in die Bahnhofsstraße. In dieser Zeit etwa wurde auch der Schützenpfuhl verfüllt, so dass die Brücke ihren Namensbezug verlor und daher oft nur Südbrücke oder Südbahnhofsbrücke genannt wird.

## Veränderungen nach dem Zweiten Weltkrieg

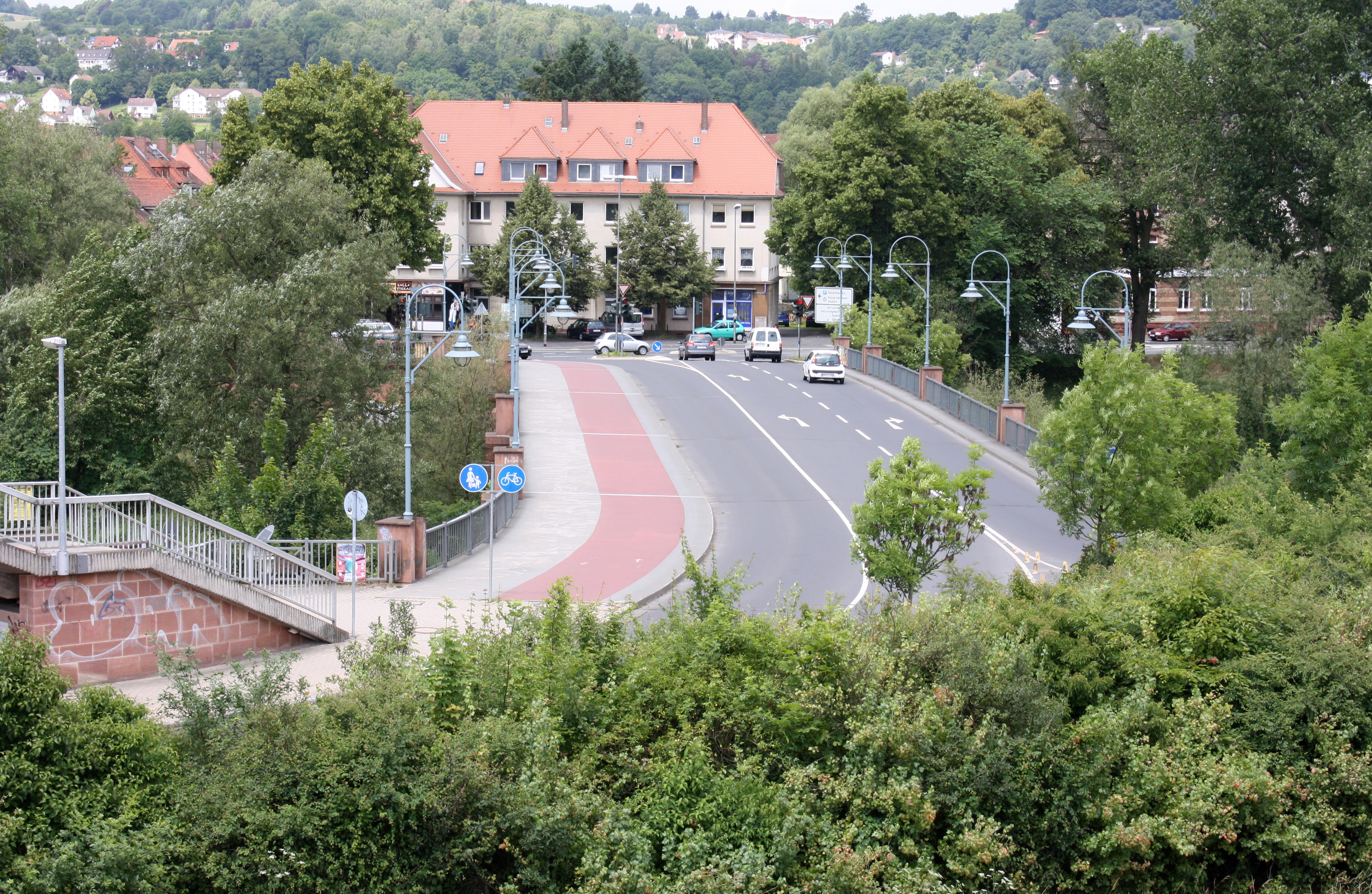
Die Oberfläche

Die 1969 im Zusammenhang mit dem Ausbau der B3a errichtete Konrad-Adenauer-Brücke führte zu einer Entlastung der Schützenpfuhlbrücke. Wegen des steigenden Verkehrsaufkommens wurde 1984 beschlossen, eine Abfahrt in Richtung Süden auf die Schützenpfuhlbrücke zu realisieren. Die Planungen umfassten neben der Verstärkung der Brückengewölbe eine weitere Verbreiterung auf 16,50 m. Auf diese Weise konnten drei Fahrspuren realisiert werden mit zwei je 2,50 m breiten Fuß- und Radwegen auf der Unterstromseite. Auf der Oberstromseite wurde auf einen Gehweg aufgrund der sich unterstromseitig anschließenden Fußgängerbrücke zum Südbahnhof sowie den sich direkt anschließenden Einmündungen an der Gisselberger Straße und Am Krekel verzichtet. 1993 erfolgte eine Sanierung der Brücke. Zwischen den fünf flachen Stichbögen liegen halbrund vorgeblendete kräftige Stützen. Die Schützenpfuhlbrücke ist ein Kulturdenkmal aus siedlungsgeschichtlichen und städtebaulichen Gründen.
Heute ist die Brücke eine wichtige Fußgängerverbindung zwischen dem Südbahnhof und der Gisselberger Straße. Auch für den Straßenverkehr ist sie unverzichtbar, da die Autobahnabfahrt Marburg-Gisselberger Straße oft benutzt wird und die Straße Am Krekel ein anschließendes Gewerbegebiet (wo auch die Stadtwerke Marburg ansässig sind) mit der Innenstadt verbindet.